# Motion capture

Gollam (Andy Serkis) élethű karaktere A Gyűrűk Ura-filmsorozatból. Az új-zélandi Weta Digital alkotta motion capture segítségével

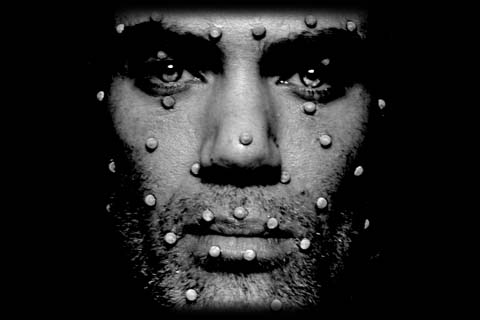
Az arc mozgásának rögzítéséhez számos érzékelőt helyeznek el a színész arcának meghatározott pontjain.

A motion capture, magyarul digitális mozgásrögzítés (gyakran csak mocap) egy olyan eljárás, melynek során mozgást rögzítenek, majd azt egy digitális modellre ültetik át. A technikát Skóciában dolgozták ki. A motion capture-t főként a szórakoztatóipar, az orvostudomány, a sport és a hadsereg alkalmazza. A filmgyártásban az előadó mozgása kerül rögzítésre, majd a felvett adatokat a digitális karakter animálására használják. A testen kívül az arcon és az ujjakon elhelyezett érzékelők segítségével a színész teljes előadása, valamint arckifejezései is rögzíthetők.

## A folyamat
A motion capture során egy vagy több előadó mozgását nagy sebességgel rögzítik. Az így nyert adatokat egy 3 dimenziós modellre tükrözik, így a digitális karakter ugyanazokat a mozgásokat végzi, mint az élő színész. A régebbi technikákkal ellentétben - ahol a szereplő megjelenését is felvették, ami végül a képkockánkénti animáció alapjául szolgált - itt kizárólag a mozgás kerül rögzítésre. Az előadó mozgásán kívül, ezzel a technikával virtuális kamerákat is létre lehet hozni, így a digitális karakter bármilyen szögből bemutatható.
A mozgás digitális rögzítésére számos megoldást dolgoztak ki. Ezek általában a testre elhelyezett érzékelők típusában - passzív vagy aktív - különböznek. Aktív érzékelő lehet például egy lámpa, LED vagy egyéb jelforrás. A passzív érzékelők többnyire egy külső jelet vernek vissza. A felvétel előtt ezeket az érzékelőket (markerek) az előadó testének bizonyos pontjaira rögzítik. A felvétel során a mozgást több kamerával követik nyomon, így a központi számítógép különböző szögekből látja azt. Ezt követően a kamerák és a markerek helyzetéből a számítógép háromszögeléses módszerrel meg tudja állapítani a színész csontvázának helyzetét. A gyakori mintavételezésnek köszönhetően ez a folyamat másodpercenként többször játszódik le, így az eredmény egy folyamatos mozgás, mely ezek után átültethető a digitális modellre.

## Előnyök
A motion capture számos előnnyel szolgál a hagyományos számítógépes 3D animációval szemben:
- A mozgást sokkal gyorsabban, akár valós időben is képes rögzíteni. A szórakoztatóiparban ez csökkenti a képkocka alapú animáció költségeit.
- A felvételhez szükséges idő kevésbé függ a felvett mozgás hosszától és bonyolultságától, mint a hagyományos eljárások esetén.
- Összetett mozgásokat, valóságos fizikai reakciókat és ezek hatását, a súlyt, a fellépő erőket élethűen lehet rögzíteni.
- A képkockánként történő animációnál sokkal kevésbé munkaigényes.

## Hátrányok
- Az adatok rögzítéséhez és a velük történő munkához különleges hardver és szoftver eszközökre van szükség.
- Ezen eszközök ára kisebb produkciók esetén gazdaságtalan lehet.
- A rögzítő rendszernek a felvevő kamerák látóterétől függően, nagy helyre lehet szüksége.
- Problémák esetén tovább tart kijavítani a hibát, mint újra felvenni a teljes jelenetet. Az adatok valós idejű megtekintése csak néhány rendszernél érhető el.
- Állatok mozgása nehezen rögzíthető.
- A fizika törvényeivel ellentétes mozgások nem rögzíthetőek.
- A felvételek utómunkálatokat igényelnek (pl.: érzelmek hozzáadása).

## Fordítás
Ez a szócikk részben vagy egészben  a   Motion capture című angol Wikipédia-szócikk fordításán alapul.  Az eredeti cikk szerkesztőit annak laptörténete sorolja fel. Ez a jelzés csupán a megfogalmazás eredetét és a szerzői jogokat jelzi, nem szolgál a cikkben szereplő információk forrásmegjelöléseként.

## Külső hivatkozások
- (magyarul) A motion capture művészete
- (magyarul) Motion capture Budapesten